# Buzet (Kroatië)
Buzet (Italiaans en Venetiaans: Pinguente; Latijn: Pinquentum) is een gemeente en stadje op het Kroatische schiereiland Istrië. De plaats heeft een inwoneraantal van 6059.

## Plaatsen in de gemeente
Baredine, Bartolići, Barušići, Benčići, Blatna Vas, Brnobići, Buzet, Čiritež, Črnica, Cunj, Duričići, Erkovčići, Forčići, Gornja Nugla, Hum, Juradi, Juričići, Kajini, Klarići, Kompanj, Kosoriga, Kotli, Kras, Krbavčići, Krkuž, Krti, Krušvari, Mala Huba, Mali Mlun, Marčenegla, Marinci, Martinci, Medveje, Negnar, Paladini, Pengari, Peničići, Perci, Počekaji, Podkuk, Podrebar, Pračana, Prodani, Račice, Račički Brijeg, Rim, Rimnjak, Roč, Ročko Polje, Salež, Šćulci, Selca, Seljaci, Senj, Sirotići, Škuljari, Sovinjak, Sovinjska Brda, Sovinjsko Polje, Stanica Roč, Strana, Štrped, Sušići, Sveti Donat, Sveti Ivan, Sveti Martin, Ugrini, Veli Mlun, Vrh en Žonti.